# Ramon Usall i Santa
Ramon Usall i Santa   (Barcelona, 3 de desembre de 1977) és un professor, escriptor i polític català.
Lleidatà nascut circumstancialment a Barcelona. És llicenciat en Sociologia per la Universitat Autònoma de Barcelona i doctor en història per la Universitat de Lleida gràcies a la tesi doctoral «Kosova. Gènesi i evolució del moviment nacional albanès, de l'autonomia iugoslava a l'estat kosovar independent».

## Activitat literària
És autor de les següents obres literàries que li han valgut l'obtenció de diversos premis:
- Algèria viurà! França i la guerra per a la independència algeriana. Publicacions de la Universitat de València, 2004 ISBN 84-370-5867-8

- Un món en blau i grana. El Barça d'Eric Castel. Pagès Editors, 2004 ISBN 84-9779-207-6 (Premi Rovelló d'assaig sobre literatura infantil, concedit per l'Ajuntament de Mollerussa)[4]

- La tempestuosa mar blava. Una aproximació als conflictes de la Mediterrània. Onada Edicions, 2006 ISBN 978-84-96623-03-3 (Premi d'Assaig Abu Bakr, concedit per l'Ajuntament de Tortosa)[5]

- Tots els camins porten a Romania. Un cas del detectiu Rafel Rovira. Pagès Editors, 2007 ISBN 978-84-9779-648-4 (Premi de Novel·la Manuel Cerqueda, concedit durant la Nit Literària Andorrana)[6]

- Futbol per la llibertat. Pagès Editors, 2011 ISBN 978-84-9975-093-4 (Premi d'Assaig Josep Vallverdú)[7]

- Futbolítica. Històries de clubs políticament singulars. Ara Llibres, 2017 ISBN 978-84-16915-14-9[8]

- Seixanta-vuit. Un cas del detectiu Rafel Rovira. Lleida: Pagès Editors, 2017. ISBN 978-84-9975-835-0[9]
- Un segle costa amunt. Una història política del ciclisme.  Manifest Llibres, 2024. ISBN 978-84-19719-92-8.[10]

Al marge de les seves publicacions en solitari, també és autor de diferents capítols de llibres i col·laborador de diferents mitjans de comunicació com la revista Sàpiens, o els diaris Avui, La Mañana o L'Esportiu, on publica periòdicament articles de caràcter històric que analitzen l'esport, i el futbol en particular, des d'una perspectiva social i política.
El detectiu de la seva creació, Rafel Rovira, ha protagonitzat també diverses narracions curtes publicades a la revista satírica lleidatana La Quera, o en forma de capítols de llibres col·lectius, com és el cas del recull de narracions negres dels Països Catalans Crims.cat (Al Revés, 2010), o de Lleida. Cròniques de la transformació d'una ciutat (Pagès Editors, 2012). Un projecte de novel·la, sota el títol de Seixanta-vuit, protagonitzat pel seu detectiu li valgué la concessió del Premi Lleida de narrativa el 2010 i fou publicada per Pagès Editors el febrer de 2017.

## Activitat política
Militant de diferents organitzacions de l'Esquerra Independentista des de la seva època d'estudiant de secundària, fou membre, durant la seva etapa d'estudiant universitari a la Universitat Autònoma de Barcelona, del sindicat estudiantil Alternativa Estel.
El 2006 s'integrà a la Candidatura d'Unitat Popular (CUP), on encapçalà la llista a la Paeria de Lleida en les eleccions municipals de 2007, sense obtenir, però, representació al consistori. També formà part de les llistes electorals de la CUP a la Paeria de Lleida en les eleccions municipals de 2011, i de la CUP-AE al Parlament de Catalunya, en la contesa electoral de 2012. A les eleccions al Parlament de Catalunya de 2015 encapçalarà la Candidatura d'Unitat Popular - Crida Constituent a la circumscripció de Lleida després de presentar-se com a candidat a les primàries del partit. Va esdevenir diputat al Parlament, per bé que el desembre de 2015 va anunciar que el gener de 2016 renunciaria a l'acta de diputat per qüestions personals, essent substituït per Mireia Boya. Finalment, renuncià a l'acta de diputat l'11 de gener de 2016.